# Человек-дьявол (фильм)
«Человек-дьявол» (яп. デビルマン, англ. Devilman) — супергеройский фильм режиссёра Хироюки Насу. Основан на одноименной манге Нагаи Го о тихом подростке Акире Фудо, который сливается с демоном, чтобы сражаться с другими демонами. Премьера состоялась 9 октября 2004 года.

## Сюжет
Японские подростки Акира Фудо и Рё Асука дружат с детства, однако если Рио является заводилой, то Акира — тихий мальчик, которого периодически избивают одноклассники. Он живёт в семье Мики Макимура, которая влюблена в него. Однажды Рио приводит друга к неким вратам, за которыми находятся демоны. Один из них вселяется в юношу. Оказывается, что Рио тоже является вместилищем сверхъестественного существа. Он говорит другу: "у тебя человеческое сердце. Ты человек-дьявол".
Один из демонов сообщает, что вскоре должен объявится их предводитель — Сатана. Тем временем из-за того, что сверхъестественные существа стали нападать на людей, власти организуют на них настоящую охоту. Как-то раз выясняется, что демоны устроили берлогу в каком-то доме и власти устраивают штурм. Рио приволок туда Акиру и предложил убить штурмующих, но Акира отказался. Тогда Рио сам их убил. Во время бойни один из демонов обратился к Рио "Сатана, помоги мне!" а Акира это услышал. 
Однажды в семью Макимура просится переночевать их одноклассница Хамута, являющаяся демонессой. На следующий день сюда приезжают войска. Для спасения семьи девушки Акира вынужден открыть свою суть. Его вывозят за город и расстреливают. Тем временем толпа линчует всех Макимура, в том числе Мики отрубают голову.
Несмотря на град пуль, Акира остаётся жив. Потрясённый увиденным в доме Макимура, юноша идёт в католическую церковь, где оставляет голову своей возлюбленной на алтаре. В этот момент неожиданно появляется Рио-Сатана и вываливает все тайны. После чего предлагает Акире идти с ним, но тот отказывается. Начинается бой, в ходе которого случается полный апокалипсис. В итоге мир гибнет, а Сатана убивает Акиру. Это счастливый конец?

## В ролях
| Актёр         | Роль                              |
| ------------- | --------------------------------- |
| Хисато Идзаки | Акира Фудо                        |
| Юсукэ Идзаки  | Рё Асука                          |
| Аяна Сакаи    | Мики Макимура                     |
| Сибуя Асука   | Мико                              |
| Рюдо Удзаки   | Кэйсукэ Макимура (отец Мики)      |
| Ёко Аки       | Эми Макимура (мать Мики)          |
| Ай Томинага   | Селина ("крылоголовая" демонесса) |